# Dark Angel (album)
Dark Angel è il secondo album in studio della cantante sudcoreana Lee Hyo-ri, pubblicato l’11 febbraio 2006 dalla DSP Entertainment.

## Tracce
1. Get Ya
2. Depth
3. Straight Up
4. Dark Angel
5. Dear Boy
6. Winter Gaze
7. Closer
8. Stealing a Glance
9. Shall We Dance?
10. Slave
11. E.M.M.M
12. 2 Faces
13. Last Goodbye